# 米奇与魔豆
《米奇与魔豆》（英語：Fun and Fancy Free）是1947年迪士尼第9部经典动画长片。故事改编自《杰克与豌豆》
香港於1951年6月14日上映。上海首映時譯漫遊仙境。

## 外部連結
- 互联网电影数据库（IMDb）上《米奇与魔豆》的资料（英文）
- 爛番茄上《米奇与魔豆》的資料（英文）
- 豆瓣电影上《米奇与魔豆》的資料 （简体中文）
- AllMovie上《米奇与魔豆》的资料（英文）

1. .   [2024-08-22]. （原始内容存档于2024-08-22）.